# Attagenus insignatus
Attagenus insignatus es una especie de coleóptero de la familia Dermestidae.

## Distribución geográfica
Habita en Etiopía.